# Пак Хэ Су
Пак Хэ Су (кор. 박해수; род. 21 ноября 1981, Сувон, Кёнгидо, Республика Корея) — южнокорейский актёр. Всемирно известен по роли Чо Сан У / Игрока № 218 в сериале Netflix «Игра в кальмара» (2021). Исполнитель главных ролей в сериалах «Правила игры» (2017—2018) и «Бумажный дом: Корея» (2022), а также в фильмах «Квантовая физика» (2019), «Время охоты» (2020) и «Якша: Суровые методы» (2022).

## Ранние годы
Пак родился 21 ноября 1981 года в Сувоне, провинция Кёнгидо, Южная Корея. В старших классах присоединился к школьному театральному кружку. Мечтая стать театральным актёром поступил на факультет театра и кино университета Данкук. В этот же период подрабатывал в ресторанах и на концертных площадках. Получив степень бакалавра искусств, Пак поступил на обязательную военную службу. Он служил в 50-й пехотной дивизии и работал ассистентом в центре подготовки новобранцев.

## Карьера
Пак начинал карьеру как преимущественно театральный актёр и с момента своего дебюта в 2007 году принимал активное участие в спектаклях и мюзиклах. В 2012 году режиссёр Ким Чин Мин увидел постер Пака к мюзиклу «Самчхон – цветок разрушения» и предложил ему роль в телесериале «Бог войны», который стал для Пака дебютом на экране. В течение следующих нескольких лет он продолжал играть эпизодические и второстепенные роли в кино и на телевидении.
В 2017 году режиссёр Син Вон Хо увидел его в спектакле «Мужской импульс» и пригласил на главную роль в сериал «Правила игры». Сериал стал хитом и принёс Паку широкую известность.
В 2019 году Пак получил премию «Голубой дракон» в категории «Лучший новый актёр» за роль в фильме «Квантовая физика». На тот момент он был самым возрастным победителем в этой номинации в возрасте 38 лет (второй с 2021 года).
В 2014 году прима-балерина Ким Чу Вон увидела Пака на репетиции к спектаклю «Франкенштейн» и выразила желание поработать с ним в будущем. В 2020 году Пак принял участие в сценической постановке Ким «Сагунджа – Времена перемен», сочетающей игру и танец. Для подготовки к ней он брал уроки балета и современного танца в течение трёх месяцев. Ранее он изучал танцы в рамках актёрской подготовки.
В 2021 году Пак получил международное признание после того, как исполнил роль Чо Сан У / Игрока № 218 в драматическом сериале Netflix «Игра в кальмара». За эту роль он был номинирован на премию «Эмми» как лучший актёр второго плана в драматическом телесериале. После успеха сериала Пак открыл аккаунт в Instagram, набрав более 800 000 подписчиков за один день.
В июле 2022 года Пак подписал контракт с американским агентством United Talent Agency (UTA). В Корее он состоит в агентстве BH Entertainment с марта 2016 года.
В 2023 году Пак получил восторженные отзывы за свою игру в театральной постановке «Фауста», имевшей огромный успех.

## Личная жизнь
С 2013 по 2016 год встречался с актрисой мюзиклов Лим Кан Хи.
14 января 2019 года Пак женился на своей девушке. Свадебная церемония состоялась в Сеуле. 17 сентября 2021 у пары родился сын.

## Фильмография
| Год       |    | Русское название                      | Оригинальное название       | Роль                           |
| --------- | -- | ------------------------------------- | --------------------------- | ------------------------------ |
| 2012      | с  | Бог войны                             | 무신                        | Ким Юн Ху                      |
| 2013      | с  | Я, мама, папа, бабушка и Анна         | 나엄마아빠할머니안나        | Отец                           |
| 2014      | ф  | Пираты                                | 해적: 바다로 간 산적        | Хван Джун Гын                  |
| 2015      | ф  | Мнение меньшинства                    | 소수의견                    | Помощник Гу Хвана              |
| 2015—2016 | с  | Шесть летающих драконов               | 육룡이 나르샤               | И Джи Ран                      |
| 2016      | ф  | Мастер                                | 마스터                      | Телохранитель президента Джина |
| 2016—2017 | с  | Легенда синего моря                   | 푸른 바다의 전설            | Хон Дон Пхё                    |
| 2017      | с  | Лжец и его возлюбленная               | 그녀는 거짓말을 너무 사랑해 | Басист                         |
| 2017—2018 | с  | Правила игры                          | 슬기로운 감빵생활           | Ким Дже Хёк                    |
| 2018      | с  | Альгамбра: Воспоминания о королевстве | 알함브라 궁전의 추억        | Агент А                        |
| 2019      | ф  | Квантовая физика                      | 양자물리학                  | Ли Чхан У                      |
| 2019      | вс | Персона                               | 페르소나                    | Пэк Чон У                      |
| 2020      | ф  | Время охоты                           | 사냥의 시간                 | Хан                            |
| 2021      | с  | Парни с ракетками                     | 라켓소년단                  | Ли Джэ Джун                    |
| 2021      | вс | Игра в кальмара                       | 오징어 게임                 | Чо Сан У / Игрок № 218         |
| 2021      | с  | Химера                                | 키마이라                    | Чха Джэ Хван                   |
| 2022      | ф  | Якша: Суровые методы                  | 야차                        | Джи Хун                        |
| 2022      | вс | Бумажный дом: Корея                   | 종이의 집: 공동경제구역     | Берлин                         |
| 2022      | вс | Суринам                               | 수리남                      | Чхве Чхан Хо                   |
| 2023      | ф  | Призрак                               | 유령                        | Такахара Кайто                 |
|           | ф  | Всемирный потоп                       | 대홍수                      | Хи Джо                         |

### Музыкальные видео
| Название   | Год  | Артист | Прим.  |
| ---------- | ---- | ------ | ------ |
| Last Scene | 2022 | Чхен   | [ 29 ] |

## Театр
| Спектакль    | Роль     |
| ------------ | -------- |
| Мистер Лобби |          |
| Аннапурна    | Кван Нам |

| Спектакль | Роль   |
| --------- | ------ |
| Юность    | Ён Мин |

| Спектакль   | Роль         |
| ----------- | ------------ |
| Герой       | Чхве Джэ Хён |
| 39 ступеней | Ричард Хэнни |

| Спектакль                | Роль                    |
| ------------------------ | ----------------------- |
| Трамвай «Желание»        | Стив                    |
| Почему дураки влюбляются | Мартин                  |
| Герой                    | Министр иностранных дел |

| Спектакль      | Роль                    |
| -------------- | ----------------------- |
| Хор – Эдип     | Эдип                    |
| Полный расцвет | Кей                     |
| Чайка          | Треплев                 |
| Герой          | Министр иностранных дел |

| Спектакль                   | Роль             |
| --------------------------- | ---------------- |
| Богиня наблюдает            | Ли Чан Соп       |
| Самчхон – цветок разрушения | Церемониймейстер |

| Спектакль        | Роль       |
| ---------------- | ---------- |
| Богиня наблюдает | Ли Чан Соп |
| Хор – Эдип       | Эдип       |

| Спектакль       | Роль        |
| --------------- | ----------- |
| Макбет          | Макбет      |
| Франкенштейн    | Монстр      |
| Человек с Земли | Джон Олдмэн |
| Один день       |             |
| Хор – Эдип      | Эдип        |

| Спектакль     | Роль        |
| ------------- | ----------- |
| Дзюдоист      | Пак Кён Чан |
| Астероид B612 | Отец        |

| Спектакль       | Роль |
| --------------- | ---- |
| Мужской импульс |      |

| Спектакль | Роль |
| --------- | ---- |
| НАССИМ    |      |

| Спектакль                  | Роль |
| -------------------------- | ---- |
| Сагунджа – Времена перемен |      |

| Спектакль | Роль        |
| --------- | ----------- |
| Фауст     | Мефистофель |

## Дискография

### Аудиокниги
| Название | Год  | Альбом                                             | Прим.  |
| -------- | ---- | -------------------------------------------------- | ------ |
| Костёр   | 2021 | 100 актёров читают произведения мировой литературы | [ 30 ] |

## Разное
| Год  | Название                | Прим.                             |
| ---- | ----------------------- | --------------------------------- |
| 2022 | Аудиотур по архитектуре | LG Arts Center SEOUL (Рассказчик) |

## Награды и номинации
| Награда                                 | Год  | Категория                                              | Работа                      | Результат | Прим.  |
| --------------------------------------- | ---- | ------------------------------------------------------ | --------------------------- | --------- | ------ |
| APAN Star Awards                        | 2018 | Награда за мастерство, актёр в мини-сериале            | Правила игры                | Номинация | [ 32 ] |
| APAN Star Awards                        | 2022 | Награда за мастерство, актёр в веб-сериале             | Игра в кальмара             | Номинация | [ 33 ] |
| Asia Contents Awards                    | 2022 | Лучший актёр второго плана                             | Игра в кальмара             | Победа    | [ 34 ] |
| Asia Star Awards                        | 2022 | Премия Asia Wide                                       |                             | Победа    | [ 35 ] |
| Премия «Пэксан»                         | 2018 | Лучший новый актёр — Телевидение                       | Правила игры                | Номинация | [ 36 ] |
| Премия «Пэксан»                         | 2020 | Лучший новый актёр — Кино                              | Время охоты                 | Номинация | [ 37 ] |
| Кинопремия «Голубой дракон»             | 2019 | Лучший новый актёр                                     | Квантовая физика            | Победа    | [ 38 ] |
| Blue Dragon Series Awards               | 2022 | Лучший актёр второго плана                             | Игра в кальмара             | Номинация | [ 39 ] |
| Buil Film Awards                        | 2020 | Лучший новый актёр                                     | Квантовая физика            | Номинация | [ 40 ] |
| Chunsa Film Art Awards                  | 2020 | Лучший новый актёр                                     | Квантовая физика            | Победа    | [ 41 ] |
| Director’s Cut Awards                   | 2019 | Лучший новый актёр                                     | Квантовая физика            | Номинация | [ 42 ] |
| Director’s Cut Awards                   | 2023 | Лучший актёр на телевидении                            | Суринам                     | Номинация | [ 43 ] |
| Dong-A Theater Awards                   | 2012 | Лучший новый актёр «Ю Ин Чон»                          | Хор – Эдип и Полный расцвет | Победа    | [ 44 ] |
| Премия «Большой колокол»                | 2020 | Лучший новый актёр                                     | Квантовая физика            | Номинация | [ 45 ] |
| Hollywood Critics Association TV Awards | 2022 | Лучший актёр второго плана в веб-сериале, драма        | Игра в кальмара             | Номинация | [ 46 ] |
| Korea Theater Awards                    | 2011 | Лучший новый актёр                                     | Хор – Эдип и Полный расцвет | Победа    | [ 47 ] |
| Newsis Hallyu Expo                      | 2022 | Премия министра культуры, спорта и туризма             |                             | Победа    | [ 48 ] |
| Прайм-таймовая премия «Эмми»            | 2022 | Лучший актёр второго плана в драматическом телесериале | Игра в кальмара             | Номинация | [ 49 ] |
| Премия Гильдии киноактёров США          | 2022 | Лучший актёрский состав в драматическом сериале        | Игра в кальмара             | Номинация | [ 50 ] |
| The Seoul Awards                        | 2018 | Лучший новый актёр (драма)                             | Правила игры                | Победа    | [ 51 ] |